# Trem suburbano de Auckland
O Trem suburbano de Auckland, ou, na sua forma portuguesa, de Auclanda, é um sistema de trem suburbano em fase de construção na cidade de Auckland, na Nova Zelândia.